# Río Chela
El río Chela es un curso natural de agua que nace en las laderas noroeste del cerro homónimo y fluye hacia el noroeste en la Región de Antofagasta por un cajón con abundante pasto y leña hasta desembocar en el curso superior del río Loa.: 192 
Este cauce es llamado arroyo de Chela por Luis Risopatrón, que advierte además que algunos le llaman quebrada de Chala.

## Trayecto
Nace en la confluencia de los ríos Cacisca y Aucanquilcha y fluye hacia el noroeste en la Región de Antofagasta por un cajón con abundante pasto y leña hasta desembocar en el curso superior del río Loa

## Caudal y régimen
El río Chela entrega al río Loa 70 l/s de caudal provenientes del volcán Aucanquilcha.: 125 

## Historia
Francisco Solano Asta-Buruaga y Cienfuegos escribió en 1899 en su obra póstuma Diccionario Geográfico de la República de Chile sobre el río:
Chala (Quebrada de).-—En el departamento de Antofagasta. Procede la inmediación del volcán Miño, y baja hacia el O. á caer en una de las ramas superiores del río Loa á unos 35 kilómetros al N. de la aldea de Santa Bárbara. Abunda en leña y pastos. Su nombre, que es la palabra quichua chala, significa la hoja seca de la mazorca del maíz.
Luis Risopatrón lo describe en su Diccionario Jeográfico de Chile (1924) sobre como un arroyo:: 111 
Chela (Arroyo de) 21° 22' 68° 43'. Nace en las faldas NW del cerro del mismo nombre, corre hacia el NW, en un cajón en que abunda el pasto i la leña, se encorva al W i SW i se vacia en la márjen E del curso superior del rio Loa. 116, p. 179; 134; i 156; i quebrada de Chala en 1, X, p. 259.
También lo describe como una quebrada:
Chala (Quebrada de) 21° 32' 68° 45'. De corta estension, con vertientes, leña i pastos, nace en las faldas S de los cerros del mismo nombre, corre hacia el E i desemboca en la márjen W del curso superior de la del Loa, frente a Chipanches. 97, mapa de Valdes (1886); 116, p. 168; 134; 155, p. 217; i 156.
En la sección del mapa del IGM se aprecia que el volcán Miño está en elmargen superior y el cerro Chela en el margen inferior. Al parecer Astaburuaga los confunde.